# British League of Rights
Die 1971 gegründete British League of Rights (deutsch: Britische Liga der Rechten) ist ein Ableger der Australian League of Rights. Sie ist eine „antisemitische und rechtsradikale“ politische Gruppierung. Die British League opponierte gegen den Eintritt Großbritanniens in die Europäische Wirtschaftsgemeinschaft (EWG).
Ab den frühen 1970er Jahren wurde sie von Don Martin, einem früheren Mitglied der australischen Young Liberals geführt. Unter der Führung von Martin wuchs die Mitgliederzahl der British League an. Lady Jane Birdwood vom Conservative Monday Club wurde die Generalsekretärin. Um 1974 wurde die British League of Rights Teil der World Anti-Communist League und ersetzte den Foreign Affairs Circle von Geoffrey Stewart-Smith, der die World Anti-Communist League wegen ihres Antisemitismus verließ. 1975 ging die British League eine Verbindung mit dem Verlag Britons Publishing Company ein, ein Verlag den Henry Hamilton Beamish von der rechtsradikalen britischen Organisation The Britons gegründet hatte.
Die British League war Mitglied der 1972 gegründeten Crown Commonwealth League of Rights, einer Dachorganisation der Rechten des britischen Commonwealth in der auch die Australian League of Rights und Canadian League of Rights und New Zealand League of Rights Mitglied waren. Die British League veranstaltete 1985 die vierte Konferenz der Crown Commonwealth League of Rights, einer Dachorganisation, die von Eric Butler gegründet wurde, dem Führer der Australian League of Rights.
Don Martin trat 2001 von der Führerschaft der politischen Vereinigung wegen einer Kampagne von Gerry Gable im Magazin Searchlight gegen ihn zurück und wurde Mitglied in der Federation of Small Businesses, einer mitgliederstarken Organisation der Interessen des britischen Mittelstands.